# Anolis bonairensis
Anolis bonairensis (бонайрський аноліс) — вид ігуаноподібних ящірок родини анолісових (Dactyloidae). Мешкає на Карибах.

## Поширення і екологія
Бонайрські аноліси мешкають на островах Бонайре і Клейн-Бонайре в групі Нідерландських Антильських островів, а також на островах Лас-Авес у Венесуелі. Вони живуть в сухих колючих заростях, трапляються в кокосових гаях, на висоті до 240 м над рівнем моря. Ведуть деревний спосіб життя. Живляться комахами.

## Збереження
МСОП класифікує цей вид як вразливий. Anolis bonairensis загрожує хижацтво з боку інтродукованих щурів.